# Sliema Wanderers
Sliema Wanderers is een Maltese voetbalclub uit Sliema.
De club werd in 1909 opgericht als Sliema Wanderers FC en veranderde in 1918 zijn naam in Sliema Amateurs maar een jaar later greep de club terug naar zijn oude naam. De eerste landstitel werd in 1920 binnen gehaald, er zouden er nog 25 volgen en daarmee is de club de succesrijkste van het land. In 1944 werd even de naam Sliema Athletic aangenomen maar vanaf 1945 stond de club weer als Wanderers bekend.
Danny Holla speelt bij deze club in 2022.

## Erelijst
Landskampioen (26x)
in 1920, 1923, 1924, 1926, 1930, 1933, 1934, 1936, 1938, 1939, 1940, 1949, 1954, 1956, 1957, 1964, 1965, 1966, 1971, 1972, 1976, 1989, 1996, 2003, 2004, 2005
Beker van Malta (22x)
Winnaar in 1935, 1936, 1937, 1940, 1946, 1948, 1951, 1952, 1956, 1959, 1963, 1965, 1968, 1969, 1974, 1979, 1990, 2000, 2004, 2009, 2016, 2024
Finalist in 1938, 1939, 1945, 1949, 1953, 1955, 1958, 1964, 1969, 1971, 1972, 1980, 1982, 1987, 1991, 1993, 1996, 2002, 2003, 2007, 2017
Supercup (Malta)1996, 2000, 2009

## Sliema Wanderers in Europa
Sliema Wanderers speelt sinds 1963 in diverse Europese competities. Hieronder staan de competities en in welke seizoenen de club deelnam:
- Champions League (3x)

2003/04, 2004/05, 2005/06
- Europacup I (7x)

1964/65, 1965/66, 1966/67, 1971/72, 1972/73, 1976/77, 1989/90
- Europa League (4x)

2009/10, 2010/11, 2013/14, 2014/15
- Conference League (1x)

2024/25
- Europacup II (9x)

1963/64, 1968/69, 1969/70, 1974/75, 1979/80, 1982/83, 1987/88, 1990/91, 1993/94
- UEFA Cup (14x)

1973/74, 1975/76, 1977/78, 1980/81, 1981/82, 1988/89, 1995/96, 1996/97, 1999/00, 2000/01, 2001/02, 2002/03, 2006/07, 2007/08
- Intertoto Cup (1x)

1998
- Jaarbeursstedenbeker (1x)

1970/71

## Bekende (oud-)spelers
- Julius Bliek
- Danny Holla

Balzan · 
Birkirkara · 
Floriana · 
Gzira United · 
Ħamrun Spartans · 
Hibernians · 
Marsaxlokk ·
Melita FC ·
Mosta · 
Naxxar Lions ·
Sliema Wanderers ·
Żabbar St. Patrick FC